# Edgardo Minoli
Edgardo Cesare Minoli (Torino, 15 marzo 1886 – Clermont Ferrand, 20 giugno 1935) è stato un ginnasta, schermidore, arbitro di calcio e dirigente sportivo italiano.

## Biografia
Edgardo Minoli fu un importante sportivo torinese e dirigente di federazioni italiane per un trentennio fra il 1905 e il 1935 per le federazioni F.I.G.C. e F.I.S..

### Ginnasta, schermidore e altri sport
In giovane età si iscrisse alla Società Ginnastica di Torino partecipando sia a competizioni di club a partire dal 1901 (preparazione al concorso ginnastico di Bologna) che a esibizioni in palestra agli anelli. Era già considerato un giovane promettente..
Al suo primo concorso ginnastico a Firenze nel 1903 fu premiato con 2 medaglie d'argento..

Seguirono altre esibizioni e manifestazioni sportive, soprattutto agli anelli e alla salita della corda, ma anche un Audax nel 1904 e gare di tiro premilitari nel 1906.
Negli ultimi anni, ancora una significativa competizione ginnastica nel 1909, prima della scelta di iniziare  l'attività schermistica, ed entrare nel direttivo della S.G. di Torino quale vice segretario.

### Arbitro
Dopo la laurea si afferma come avvocato civilista ed entra nei ranghi del Vigor Football Club, società calcistica torinese in cui ricoprì la carica di consigliere. Non si conosce il suo passato calcistico, ma la sua competenza è tale che inizia ad arbitrare nella stagione 1913-1914 dirigendo in primavera il torneo dei primi calci organizzato dal giornale sportivo torinese "Lo sport del Popolo".
La stagione successiva è abilitato dall'AIA alla direzione delle gare di Prima Categoria esordendo il 15 ottobre 1914 arbitrando a Milano la partita AC Milanese-Milan (0-3).
Rimane tesserato con la Vigor fino alla fine della stagione 1914-1915, dopodiché passa alla Juventus.
Al rientro a Torino nel 1919 è reinserito nei quadri dell'AIA quale arbitro regionale a disposizione per le gare gestite dal Comitato Regionale Piemontese Poche furono le gare da lui dirette, probabilmente per motivi professionali.
Alla fine della sua carriera arbitrale è fra gli arbitri che fondarono il Gruppo Arbitri Torinesi "Enrico Canfari" appena costituito, aventi quale Presidente Antonio Scamoni (sede in via Vassalli Eandi 3 a Torino).

### Dirigente sportivo
Quale dirigente e tesserato per la Vigor è eletto Presidente del Comitato Regionale Piemontese-Ligure nella stagione 1913-1914.
A fine stagione i dirigenti granata e vercellesi organizzano una tournée in Argentina e lo incaricano seguire le squadre del Torino e della Pro Vercelli in funzione di dirigente accompagnatore con Vittorio Pozzo.
Partì per la guerra e, chiamato nel 32º Reggimento Fanteria aggregato al 4º Corpo d'Armata Alpino, riuscì ugualmente a svolgere il compito di segretario della commissariata F.I.G.C. fino alla fine delle ostilità.
Per due stagioni consecutive (1918-1919 e 1919-1920) fu eletto Presidente del Comitato Regionale Piemontese.
Durante la stagione 1919-1920 fece parte della Commissione Tecnica della F.I.G.C..
In seguito, nel 1922, diventa il direttore della Sezione Associazione Nazionale Alpini (A.N.A.) di Torino. Rimase sempre legato al mondo della scherma che rappresentò anche in sede internazionale nel 1926 in Olanda.
Nel 1925, ultimo anno in cui le cariche dei Comitati Regionali furono attribuite a mezzo votazione assembleare prima dell'avvento del fascismo, fu rieletto Presidente del C.R.P. La stagione seguente Leandro Arpinati lo confermò per due quadrienni olimpici premiandolo per la notevole opera di promozione da lui svolta per sviluppo del calcio in Piemonte. Lo stesso fece nel 1933 anche il neo-presidente della FIGC Giorgio Vaccaro, ma Minoli morì prematuramente nel 1935 a soli 49 anni.